# Monte Pracaban
Il Monte Pracaban (946 m s.l.m.) è un monte della valle Stura situato al confine tra i comuni di Rossiglione e Campo Ligure in Liguria e il comune di Bosio in Piemonte. 

## Accesso alla cima
La vetta è facilmente raggiungibile da Capanne di Marcarolo, da Masone, da Rossiglione e da Campo Ligure.

## Tutela naturalistica
Il versante ligure del Pracaban nel 2009 è stato riconosciuto sito di interesse comunitario come parte del SIC "Praglia - Pracaban - M. Leco - P. Martin" (cod.: IT1331501). L'area tutelata misura in totale 6958 ettari.
Il versante piemontese ricade invece nel Parco naturale delle Capanne di Marcarolo.